# Gerry St. Germain
Gerry St. Germain (né le 6 novembre 1937) est une personnalité politique canadienne.

## Biographie
Il occupe plusieurs emplois avant de se lancer en politique, travaillant comme pilote pour l'Aviation royale du Canada, policier (à Winnipeg puis à Vancouver), contracteur immobilier, homme d'affaires et éleveur de volailles. Né au Manitoba, il déménage en Colombie-Britannique.
Un fort partisan tory, St. Germain est parachuté par le Parti progressiste-conservateur dans la circonscription de Mission—Port Moody pour une élection complémentaire en 1983. St. Germain est élu député à la Chambre des communes du Canada lors de cette élection partielle qui est tenue le même jour que l'élection de Brian Mulroney.
St. Germain représente la circonscription de Mission—Port Moody (aujourd'hui défunte) jusqu'en 1988. En mars 1988, St. Germain est nommé au Cabinet du Canada (le premier métis à y être nommé) en tant que ministre d'État pour le Transport et est plus tard nommé ministre d'État pour les forêts.
Après que les limites de sa circonscription ont été changées pour devenir la nouvelle circonscription de Mission—Coquitlam, St. German est défait lors des élections générales de 1988. De 1989 à 1995, il est président du Parti progressiste-conservateur du Canada. En juin 1993, il est nommé au Sénat du Canada juste avant la démission de Mulroney en tant que premier ministre du Canada.
En 1998, encore progressiste-conservateur, St. Germain explore l'option de "l'Alternative unie", lancée par le chef du Parti réformiste du Canada, Preston Manning, qui était une tentative d'unir la droite. En juin 2000 il siège en tant que sénateur conservateur indépendant et en octobre 2000 il devient le premier et unique sénateur de l'Alliance canadienne. Étant donné que l'Alliance canadienne formait l'Opposition officielle à la Chambre des communes, St. Germain affirme qu'il devrait être leader de l'Opposition officielle au Sénat ; ses arguments sont toutefois rejetés par le président. À la demande du chef allianciste Stephen Harper, St. Germain dirige les négociations pour unir l'Alliance canadienne et le Parti progressiste-conservateur. Lorsque les deux partis fusionnent en décembre 2003, St. Germain siège en tant que sénateur du Parti conservateur du Canada.
En tant que sénateur, St. Germain représente la division sénatoriale de Langley-Pemberton-Whistler.